# Hahncappsia lautalis
Hahncappsia lautalis là một loài bướm đêm trong họ Crambidae.